# Kaltis
Kaltis (litevsky; další název v litevštině je Kalčia; lotyšsky Kalte, v horním toku pod názvem Svaru strauts), je říčka na západě Litvy, v Žemaitsku, v Klajpedském kraji, pramení v severovýchodním okraji okresu Skuodas, v obci Dilbikiai. Délka toku je 23,3 km, z toho 3,5 km ve středním toku tvoří státní hranici mezi Litvou a Lotyšskem, je to pravý přítok řeky Apšė, do které se vlévá 23,3 km od jejího ústí do Bartuvy.

## Průběh toku
Pramení v obci Dilbikiai, teče na sever Západokuršskou vrchovinou směrem k státní hranici mezi Litvou. Po jejím dosažení se stáčí ostře na západ a v úseku asi 3,5 km středem toku prochází státní hranice. Dále protéká jezerem Kalčių ežeras (lotyšsky Kalšu ezers), které je podlouhlé od východu na západ a také tvoří státní hranici. Od jeho středu směrem k jihu Kaltis opět vtéká na území Litvy. Za vsí Vižančiai se stáčí na západ, u vsi Kervai na jihovýchod a u vsi Detlaukė opět západ, míjí obec Gėsalai a po dalších 2 km se vlévá do Apšė. Průměrný spád je 385 cm/km, plocha povodí je celkem 43,3 km², z toho 4,8 km² na území Lotyšska, průměrný průtok je 0,45 m³/s. Říčka je od 21,2 do 14,4 km regulovaná.

## Přítoky
- levé:

| Hydrologické pořadí | Řeka     | Délka (km) | Povodí (km²) | Vzdálenost od ústí (km) | Ústí kde  | Koordináty ústí |
| ------------------- | -------- | ---------- | ------------ | ----------------------- | --------- | --------------- |
| 20012175            | Cedruona | 4,1        | 5,1          | 15,4                    | Skypstys  |                 |
| 20012176            | K – 1    | 3,1        | 4,4          | 12,9                    | Vižančiai |                 |

Cedruona se jinak také jmenuje Cedvė nebo Cedrūna.
- pravé:

| Hydrologické pořadí | Řeka  | Délka (km) | Povodí (km²) | Vzdálenost od ústí (km) | Ústí kde | Koordináty ústí |
| ------------------- | ----- | ---------- | ------------ | ----------------------- | -------- | --------------- |
| 20012177            | K – 2 | 2,8        | 1,8          | 8,8                     |          |                 |

## Přilehlé obce
- Dilbikiai
- Bučiai
- Pakalni (LV)
- Kaltys
- Skypstys
- Rukiškė
- Vižančiai
- Kerviai
- Urboniškė
- Detlaukė
- Nuosamai
- Gėsalai
- Viršilai

Přes říčku vede 10 mostů.

## Jazykové souvislosti
Kaltis je na rozdíl od jazyka českého rodu ženského.